# Вибхути

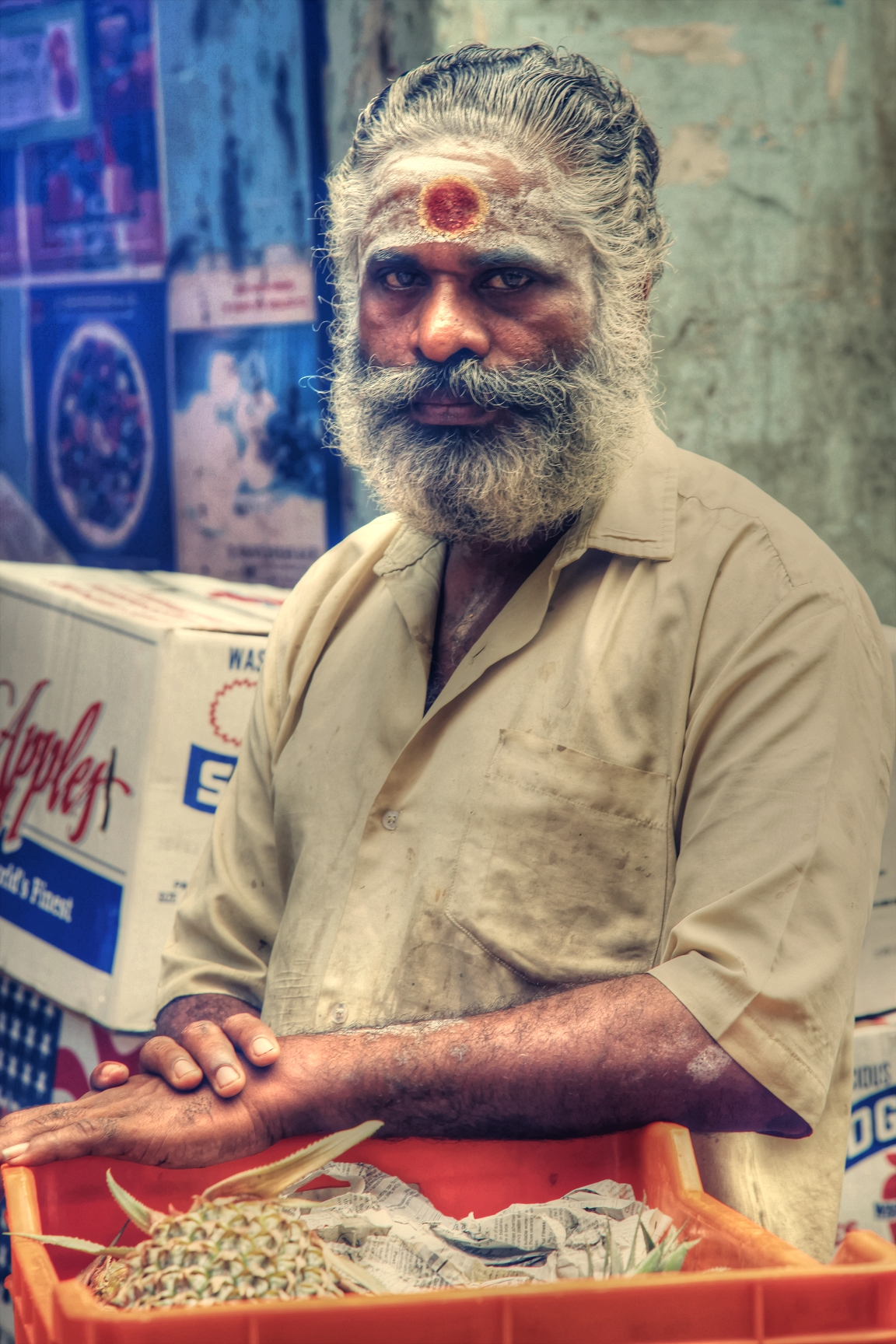
Индус с отметинами трипундра и бинди на лбу.

Вибхути (санскр. विभूति, IAST: vibhūti)  — священный пепел в индуизме, который широко используется в ритуальной практике как тилака в смартизме, шактизме и шиваизме. В вайшнавизме пепел также используется в особо торжественные дни.
Широко применяется в Аюрведе — его используют как самостоятельное лекарство и часто включают в состав различных препаратов (он якобы поглощает избыточную влагу, предотвращает простуду и головные боли), а также добавляют в пищу. Для получения вибхути могут быть использованы различные ингредиенты (сухой коровий навоз, дрова из бильвы, ашваттха и других пород дерева), которые сжигают в ритуальном огне хомы или даже в домашнем очаге.

## Способы нанесения на тело
Есть два вида нанесения пепла на тело:
- уддуланам — посыпание всего тела пеплом[3];
- трипундрам — нанесение трёх горизонтальных полос на строго определённые части тела — лоб, шея, грудь и т. д.

Чаще всего пепел наносится только на лоб в виде трёх горизонтальных линий (Трипундры) с нанесением в центре точки-бинду, которая символизирует собою Шакти. В «Сканда-пуране» описаны следующие места нанесения пепла на тело:
| 32 места: | Голова, лоб, уши, глаза, нос, рот, шея, плечи, локти, запястья, грудь, ребра по бокам, пупок, пах с двух сторон, ягодицы, мошонка, бедра, колени, лодыжки, ступни. |
| 16 мест:  | Голова, лоб, уши, шея, плечи, локти, запястья, грудь, ребра по бокам, спина.                                                                                       |
| 8 мест:   | Голова, лоб, уши, плечи, грудь, пупок. |
| 5 мест:   | Лоб, плечи, грудь, пупок. |

Постоянно носимый таким образом пепел служит напоминанием самому верующему о необходимости отбросить прочь эгоизм и мирские желания, напоминает пураническую легенду о сожжении Шивой Камы (божества любви), (когда последний попытался прервать медитацию Шивы) и указывает на конечность существования в мире майи. В Тамилнаде есть даже поговорка: Лоб без пепла — голова пустая. Традиция нанесения трипундры также различается в разных провинциях Индии: так можно увидеть 3 ровные тонкие полоски в центре лба или полосы шириной в палец от виска до виска или трипундру в виде цифры «8».

## Разновидности
Существует два вида пепла:
- Панчагава вибхути — пепел, получаемый из Пяти даров коровы
- Шава вибхути — пепел, собираемый на местах кремации — Шмашанах. Его предпочитают в своей ритуальной и повседневной практике представители шиваитских школ — таких как Агхора, Капалика, Каламукха.

Согласно традиции вирашиваизма, существует пять видов пепла, используемого в различных ритуалах. Они различаются по цвету коровы, из чьего навоза сделан пепел и предназначены каждый для определённой группы ритуалов и духовных практик. Это деление по цветам восходит к древней вирашиваитской легенде, согласно которой из пяти ликов Шивы-Панчамукхи вышло пять священных коров. Эти пять видов пепла:
1. Вибхути. Бурая корова, именуемая Нанда, явилась из лика Садьйоджата. Пепел, приготовляемый из навоза бурой коровы, называется «Вибхути» и используется в обязательных (постоянно выполняемых) ритуалах. Согласно преданиям, этот вид пепла дарует восемь «Бхути» (санскр. способности): невидимость, всезнание и другие — поэтому этот пепел называется Вибхути.
2. Бхасит. Чёрная корова, именуемая Бхадра, явилась из лика Вамадэва. Пепел, изготавливаемый из навоза чёрной коровы, называется «Бхасит» и используется в эпизодических ритуалах или ритуалах, выполняемых по какому-либо поводу. Название образовано от глагольного корня bhas — сверкать, освещать, показывать — и, соответственно, тот, кто носит этот пепел, начинает видеть сияние (бхасан) Высшего Начала, Пара-Шивы; поэтому этот пепел называется Бхасит.
3. Бхасма. Белая корова, именуемая Сурабхи, явилась из лика Агхора. Пепел, приготовляемый из навоза белой коровы, называется «бхасма» и используется во время действий или ритуалов, направленных на искупление (пурашчарана). Название происходит от санскритского слова bhartsana (распугивание) — считается, что грехи (то есть, нечистоты ума, речи и тела) боятся этого вида пепла и в ужасе разбегаются от его носителя.
4. Кшар. Дымчато-серая корова, именуемая Сушила, явилась из лика Татпуруша. Пепел, изготавливаемый из навоза дымчатой или дымчато-серой коровы используют при любых ритуалах, направленных на достижение желаемого —- считается, что благодаря этому пеплу, носимому на теле, исчезают все препятствия.
5. Ракша. Рыжая корова, именуемая Сумана, явилась из лика Ишана. Пепел, изготавливаемый из навоза рыжей коровы и используемый в совершении бескорыстных (а-карма) действий — тех, которые ведут к мокше, Освобождению. Считается, что этот пепел отгоняет от носящего его различных духов и призраков.

Выбирать тот или иной вид пепла необходимо по обстоятельствам и наносить его на тело в соответствии с предписаниями упанишад, пуран и агам, предварительно освятив его водой (обрызгать с чтением либо Панчакшара-мантры либо Панчабрахма-мантрами либо с чтением своей собственной дикша-мантры), которая ранее использовалась для омовения стоп Гуру или святого-джангамы или в ритуале линга-абхишеки.

## Изготовление
В традиции вирашиваизма существуют четыре способа приготовления пепла, описанных в Упанишадах, Пуранах и Агамах. Наилучшим считается способ Кальпа, худшим признаётся Акальпа:
1. Кальпа. Способ приготовления состоит из четырёх частей:
  - с чтением Садьйоджата мантры взять навоз у домашней коровы — его необходимо поймать до того, как он коснётся земли;
  - с чтением Вамадэва мантры скатать его в шарик;
  - с чтением Татпуруша мантру высушить его;
  - с чтением Агхора мантры развести огонь и сжечь;
  - с чтением Ишана мантры собрать образовавшийся пепел. Получившийся пепел используется как во время пуджи, так и во время других ритуалов.
2. Анукальпа. В местах выпаса коров собрать навоз и сжечь. В процессе сбора и сжигания читается Агхора мантра.
3. Упакальпа. Купленный пепел просеять через ткань (Иногда образуются комки — их можно размять или выбросить). Смешав с мочой коровы до желеобразного состояния, сделать шарики. После того, как они высохнут, повторно сжечь. В течение всего процесса повторяется Агхора мантра.
4. Акальпа. Любой иной метод изготовления пепла, отличный от трех перечисленных выше. Под эту категорию попадает и обычный древесный пепел и пепел со шмашанов

Однако, согласно тексту «Сахасра-мантра-сара-санграхаха», подобное деление важно для начинающих. Для тех же, кто многие годы посвятил себя садхане, не имеет значения способы приготовления пепла.

## Применение в ритуалах
Пепел украшает тело Шивы, и поэтому для шиваитов является священным. Есть специальные предписания, обязательные как для всех шиваитских школ, так и для большинства школ смартизма и шактизма, о том, как он должен почитаться и наноситься на тело:
- Самый простой способ состоит в том, прочитав (или пропев) thirun^IRRuppadhikam взять пепел и чистыми руками натести его на тело под пение aghora pa~nchAxara (Пять святых букв агхоры — shivAya namaH).
- Чистыми руками под чтение sadyojAdAdi mantram и mA no mahantam mantra из Рудра-сукты нанести пепел на тело.
- Выполняющий ритуал перед началом Шива-пуджи должен взять пепел и, не добавляя воду, нанести его на голову, лоб, грудь, плечи. Затем правой рукой — указательным, средним и безымянным пальцами — берётся пепел, перекладывается в левую руку, прикрывается сверху правой рукой и последовательно читаются следующие мантры: pa~nchakalA mantram, pa~nchabrahma mantram и ShDha~Nga mantram. Затем, сказав hR^idayAya namaH, добавить воды и произнеся kavachAya vauShaT, смешать пепел с водой. Далее, читаются первые четыре Панчабрахма мантры и тремя пальцами правой руки (указательным, средним и безымянным) нанести получившуюся пасту на первые четыре участка тела (см выше). Пятая часть Панчабрахма мантры — om sadyojAdAya namaH — читается при нанесении на остальные части тела.

При нанесении пепла надо быть очень внимательным, чтобы он не упал на землю. Если же это все-таки случилось, необходимо очистить это место водой.
Кроме нанесения пепла на тело, его также используют в ритуале хомы, яджны и пуджи, предлагая его как найведью.

## Литературные источники
Впервые упоминание об использовании пепла в ритуале встречается в Яджурведе и в ведийских сутрах: в Шраута-сутрах и Грихья-сутрах. О правилах изготовления и применения пепла говорится в следующих текстах:
- Упанишады: Рамарахасья-упанишада; Шандилья-упанишада; Бхасма-джабала-упанишада; Джабала-упанишада; Брихад-джабала-упанишада; Тайттирия-упанишада; Шветашватара-упанишада; Джабали-упанишада; Васудева-упанишада.
- Смрити: Бхарадваджа-смрити; Шататапа-смрити; Парашара-смрити; Гаутама-смрити; Ману-смрити.
- Пураны: Линга-пурана; Шива-пурана; Сканда-пурана; Гаруда-пурана; Матсья-пурана; Адитья-пурана; Брахманда-пурана.
- Итихаса: Рамаяна, Махабхарата и Шиварахасья-парама-итихаса.
- в книге Биология просветления - Уппалури Гопала Кришнамурти (Юджи) - белый порошок неизвестного хим.состава появляющийся на коже при некоторых видах медитации

## Вибхути-йога в Бхагавад Гите
В 10-й главе Бхагавад Гиты, называемой Vibhuti Yoga (русское название «Божественные проявления») Кришна использует термин Вибхути для описания таких божественные атрибутов, как, Великолепие, Величие, Слава и Процветания.

## Личное имя
Vibhuti (вариант Vibhute) используется как фамилия в северных частях Индии, главным образом среди членов торговой касты Аграхари (Agrahari). Также используется как личное имя.